# Rushell Clayton
Rushell Clayton, född 18 oktober 1992, är en jamaicansk friidrottare.
Vid Världsmästerskapen i friidrott 2019 tog Clayton brons på 400 meter häck. Hennes personbästa i grenen är 53,33 sekunder från Diamond League i Monaco 10 augusti 2022.